# Coryanthes
Coryanthes, conhecido popularmente pelo nome bolsa de pastor, é um género botânico pertencente à família das orquídeas (Orchidaceae). Foi proposto por Hooker em Botanical Magazine 58: t. 3102, em 1831. A Coryanthes maculata Hooker é sua espécie tipo.

## Etimologia
O nome deste gênero (Crths.) deriva da latinização de duas palavras gregas: κόρυς (kórys), que significa "capacete";  e ανθος - ανθεος (anthos, antheos) , que significa "flor", referindo-se à forma do epiclino do labelo de sua flor.

## Distribuição
Coryanthes é composto por cerca de quarenta espécies epífitas, muitas vezes umbrófilas, de crescimento cespitoso, de tamanho médio, mas com flores bastante grandes e de estrutura complicada, que normalmente vivem em simbiose com formigueiros, na maioria dos casos da espécie Asteca paraensis, formados sobre os troncos das árvores da crescimento cespitoso. Em regra ocorrem no norte da América do Sul, umas poucas existindo mais ao norte, na América Central ou chegando à Bolívia, sudeste ou nordeste Brasileiros. Cerca de dezessete espécies registradas para o Brasil.

## Descrição
Apresentam pseudobulbos agregados, cônicos, profundamente sulcados longitudinalmente, por vezes mais lisos, bastante rígidos, em regra com duas folhas lanceoladas grandes, herbáceas, algo plicadas, com multinervuras dorsalmente destacadas. A inflorescência é basal, longa, na parte terminal com poucas espaçadas flores de pedúnculo rijo, pendente ou ascendente depois arcada, de modo a que as flores fiquem suspensas na posição exata para que seu mecanismo de polinização funcione corretamente.
A flores de Coryanthes possuem sépalas e pétalas grandes de consistência membranácea. A sépala dorsal oblongo-lanceolada e laterais ovaladas, fortemente retorcidas ou onduladas. As pétalas são oblongo-lanceoladas. O labelo é carnoso, rígido, e tem estrutura muito complexa, com longo unguiculo, hipoquílio, ou a parte do labelo próxima da coluna, em forma de capacete aberto solidamente ligado à coluna, mesoquílio, ou a parte intermediária do labelo, espessado, denteado, longo; epiquílio, ou extremidade do labelo, grande, em forma de capacete invertido quase quadrangular, com ápice tridentado ou calos e pulvínulos variados.

## Polinização
Junto ao ápice da coluna de suas flores há dois cornos denominados pleuridias que gotejam um líquido transparente e pegajoso, um tipo de mucilagem, dentro do epiquílio com um formato semelhante a de um balde. A finalidade desse líquido é fazer com que as abelhas caiam no balde e não consigam sair com facilidade, para que ao acharem a saída estreita formada pelo labelo e base da coluna (ginostêmio), retirem as duas polínias no escutelo (costas) ou caso já tragam alguma, polinizarem a flor.
Coryanthes pertence a subtribo Stanhopeinae, formado por Gongora, Paphinia, Braemia, Houlletia, Acineta, Polycycnis, Stanhopea, Sievekingia, e Embreea

## Lista de espécies

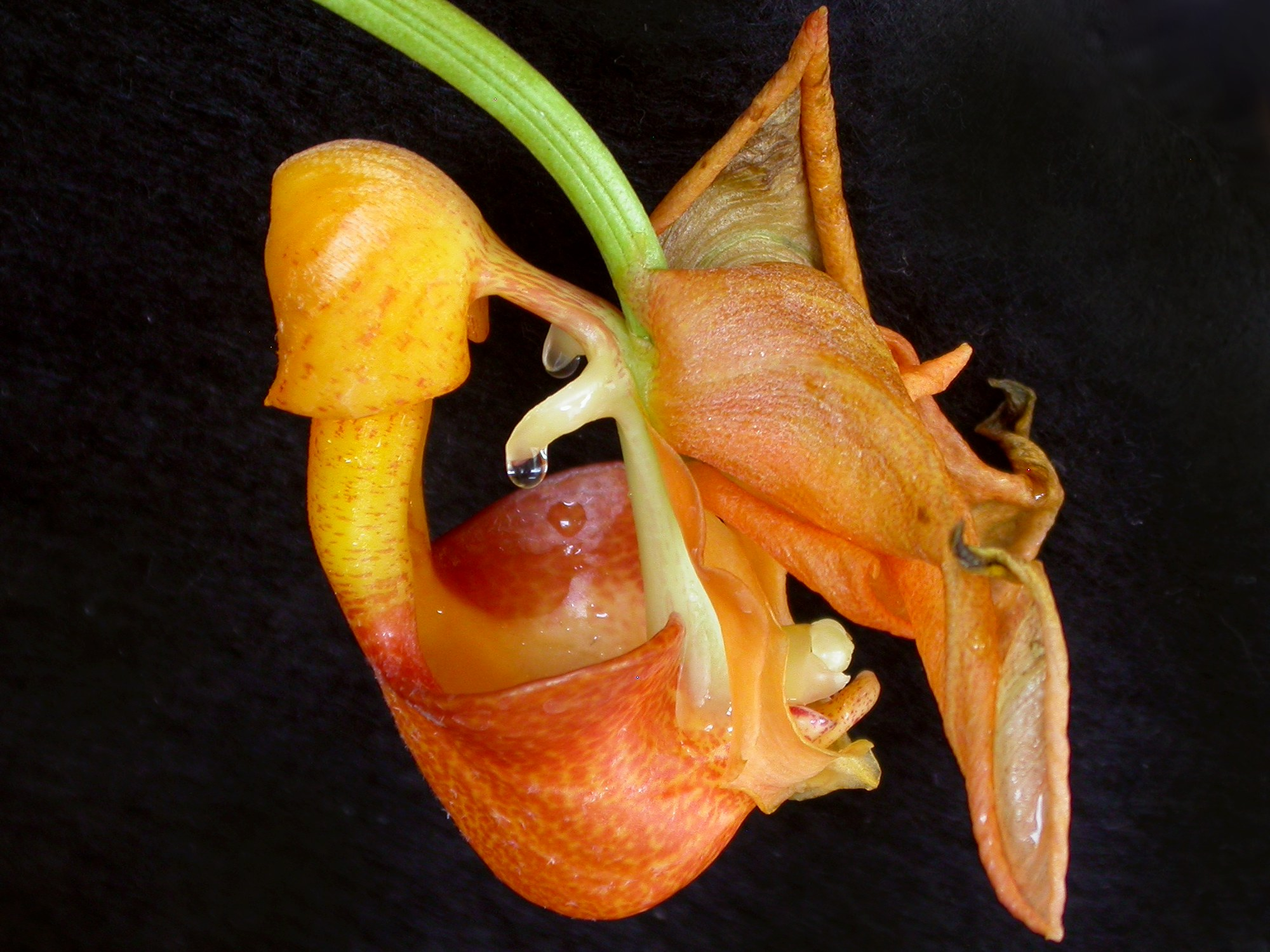
Coryanthes speciosa

- Coryanthes albertinae
- Coryanthes alborosea
- Coryanthes angelantha
- Coryanthes bahiensis
- Coryanthes bergoldii
- Coryanthes bicalcarata
- Coryanthes boyi
- Coryanthes bruckmuelleri
- Coryanthes cataniapoensis
- Coryanthes cavalcantei
- Coryanthes charlesiana
- Coryanthes dasilvae
- Coryanthes elegantium
- Coryanthes elianae
- Coryanthes feildingii
- Coryanthes flava
- Coryanthes gerlachiana
- Coryanthes gernotii
- Coryanthes gomezii
- Coryanthes gustavo-romeroi
- Coryanthes horichiana
- Coryanthes hunteriana
- Coryanthes javieri
- Coryanthes kaiseriana
- Coryanthes lacerdae
- Coryanthes lanata
- Coryanthes lagunae
- Coryanthes leferenziorum
- Coryanthes leucocorys
- Coryanthes macrantha
- Coryanthes macrocorys
- Coryanthes maculata
- Coryanyhes marcaliana
- Coryanthes maduroana
- Coryanthes mastersiana
- Coryanthes melissae
- Coryanthes minima
- Coryanthes misasii
- Coryanthes miuaensis
- Coryanthes oscarii
- Coryanthes pacaraimensis
- Coryanthes panamensis
- Coryanthes pegiae
- Coryanthes picturata
- Coryanthes pilosa
- Coryanthes powellii
- Coryanthes punctata
- Coryanthes powellii
- Coryanthes recurvata
- Coryanthes seegeri
- Coryanthes selbyana
- Coryanthes senghasiana
- Coryanthes speciosa
- Coryanthes schmidtii
- Coryanthes thivii
- Coryanthes toulemondiana
- Coryanthes tricuspidata
- Coryanthes trifoliata
- Coryanthes vasquezii
- Coryanthes verruclinata
- Coryanthes vieirae
- Coryanthes villegasiana